# 유관석
유관석(1911년 2월 8일~1943년 3월 19일)은 대한민국의 독립유공자이자 유관순의 막내동생이다.